# Brian May
Sir Brian Harold May CBE (sinh ngày 19 tháng 7 năm 1947) là một nhạc sĩ và nghệ sĩ biểu diễn người Anh, ông đồng thời cũng là một nhà vật lý thiên văn. Brian May được biết tới rộng rãi nhất như là nghệ sĩ guitar chính của ban nhạc rock Queen và là tác giả nhiều ca khúc nổi tiếng của ban nhạc như "Tie Your Mother Down", "We Will Rock You", "Who Wants to Live Forever", "Hammer to Fall", "Save Me" và "I Want It All".
Ông được trao tặng Huân chương Đế chế Anh (CBE) năm 2005 bởi "đóng góp cho công nghiệp âm nhạc và những hoạt động từ thiện". Bên cạnh sự nghiệp âm nhạc, Brian May còn là hiệu trưởng trường Đại học John Moores Liverpool và là một nhà nghiên cứu vật lý thiên văn.
Năm 2005, trong một cuộc bầu chọn trên đài ra-đi-ô Planet Rock, May nằm trong 7 nghệ sĩ ghi-ta xuất sắc nhất mọi thời đại. Ông xếp hạng 26 trong số "100 nghệ sĩ ghi-ta xuất sắc nhất mọi thời đại" của tạp chí Rolling Stone. Năm 2012, May thuộc 2 nghệ sĩ ghi-ta xuất sắc nhất mọi thời đại do bạn đọc tạp chí Guitar World bình chọn.

## Tiểu sử
Brian May sinh năm 1947 tại Hampton, Luân Đôn, bố của Brian là ông Harold May, thợ vẽ thuộc Bộ Hàng không và là một người nghiện thuốc nặng - nguyên nhân của việc Brian May sau này, mặc dù là một nghệ sĩ nhạc rock, lại ghét thuốc lá tới mức cấm mọi người hút thuốc trong phòng nơi ông tới biểu diễn. Brian May tốt nghiệp cấp III tại trường Hampton Grammar School.
May theo học chuyên ngành vật lý tại Imperial College London và lấy bằng cử nhân tại trường này ở cả hai chuyên ngành Vật lý và Toán học. Ông tiếp tục nghiên cứu để lấy bằng tiến sĩ tại khoa Toán-Lý, Imprerial College tuy nhiên do Queen đang thành công vang dội ở thời điểm đó nên ông phải tạm ngừng công việc nghiên cứu sau khi đã có được 2 bài báo chuyên ngành, một trong số đó được đăng trên tạp chí danh tiếng nhất của giới khoa học tự nhiên là Nature. Hơn 30 năm sau, Brian May mới hoàn thành được luận án tiến sĩ về vật lý thiên văn, ông được chính thức trao bằng tại Royal Albert Hall ngày 14 tháng 5 năm 2008.
Ngày 17 tháng 11 năm 2007, Brian May được cử làm hiệu trưởng (Chancellor, một chức vụ danh dự) của Đại học John Moores Liverpool, ông chính thức tiếp quản vị trí này vào năm 2008 từ người tiền nhiệm là phu nhân cựu thủ tướng Anh Cherie Blair. May cũng là đồng tác giả của cuốn sách Bang! – The Complete History of the Universe xuất bản năm 2006.

## Sự nghiệp âm nhạc

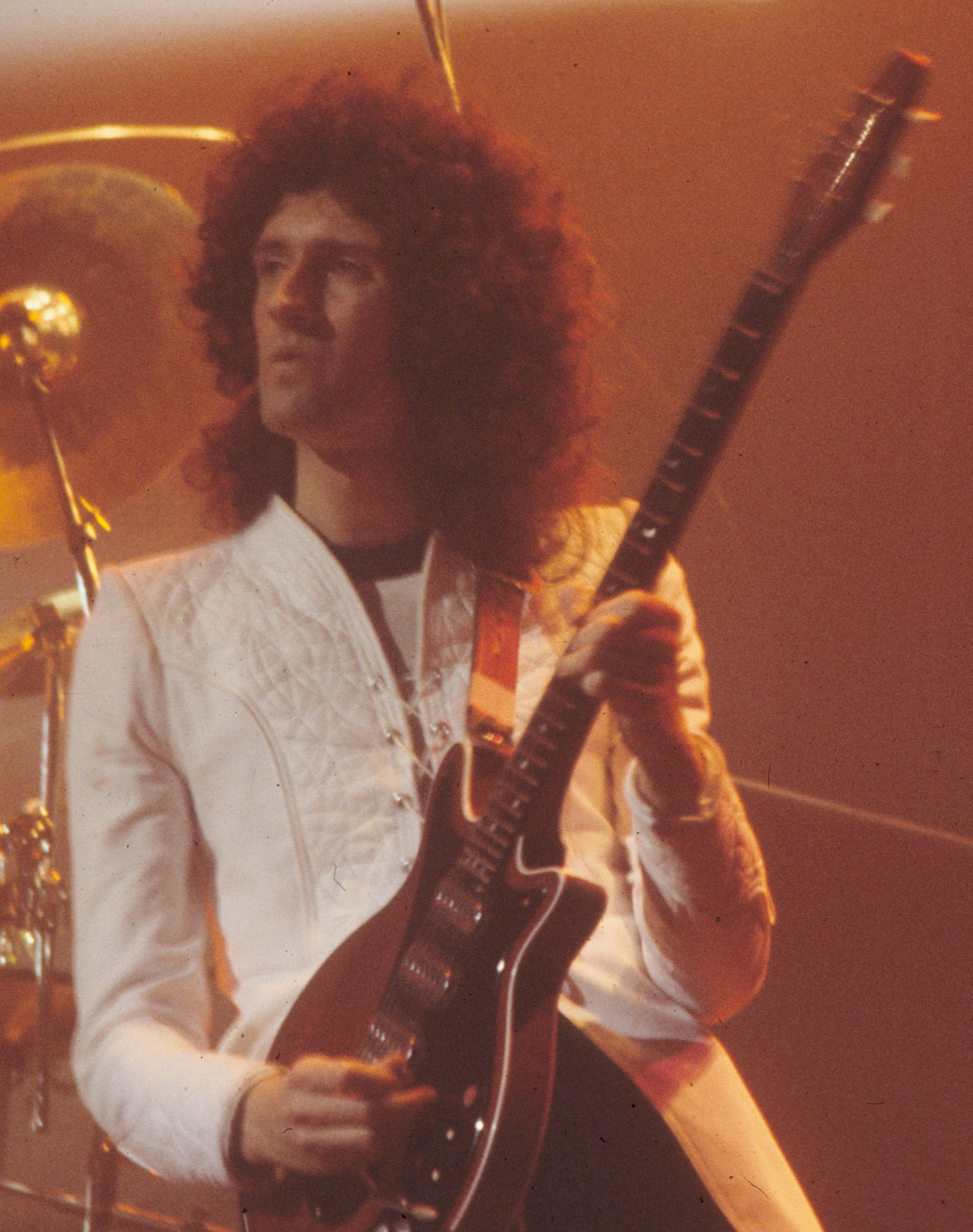
May biểu diễn cùng Queen tại New Haven, Connecticut tháng 16 năm 1977.

Brian May thường được coi là một nghệ sĩ bậc thầy (virtuoso) ghi-ta. Ông sử dụng nhiều cây ghi-ta khác nhau trong đó nổi tiếng và thường xuyên nhất là cây "Red Special", nhạc cụ do chính May chế tạo khi ông mới 16 tuổi.